# 卡尔史托斯

公司Logo

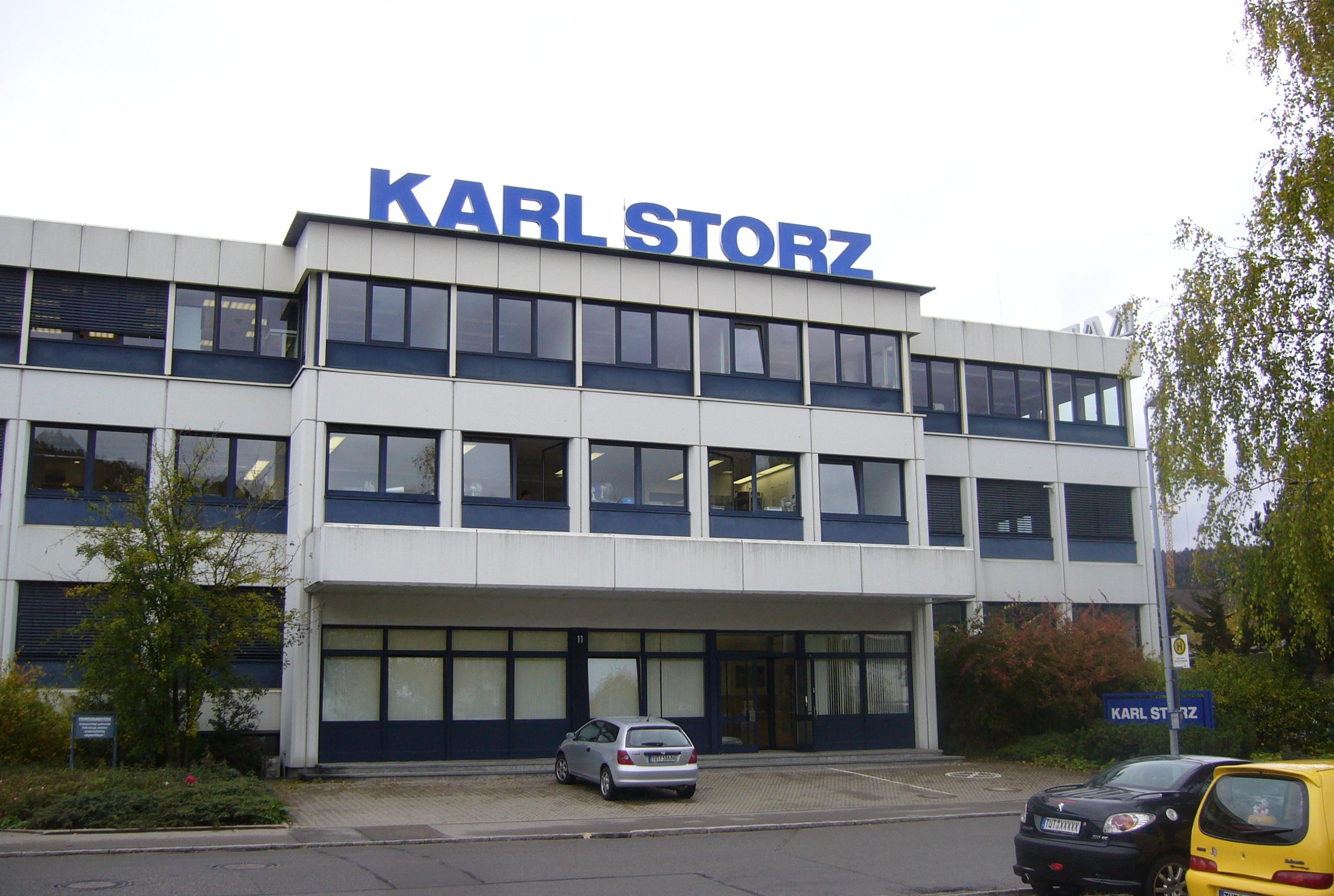
总部大楼

卡尔史托斯（德語：Karl Storz SE & Co. KG）是一家德国医疗器械公司，主要生产内窥镜，应用于人类医学、动物医学，以及工业领域。

## 历史
1945年成立于德国图特林根，是一家家族企业。1963年成为最早一批推出光导纤维传递光束的内窥镜公司。:382:3274–75:3275。2012年全球拥有5,800名员工，年销售额10亿欧元。
1971年成立美国子公司，2006年2月在上海浦东新区成立中国子公司，2020年12月9日在上海张江高科技园区成立中国区总部。

## 延伸阅读
- . Journal of Endourology. October 2005, 19 (8): 952–954. PMID 16253056. doi:10.1089/end.2005.19.952.
- Delisle, Rachel; Turner, Rosanne. . Global Business and Organizational Excellence. 29 July 2010, 29 (6): 6–16. doi:10.1002/joe.20344.